# Toplický okruh
Toplický okruh (srbsky Toplički okrug, cyrilicí Топлички округ) je administrativní jednotka v Srbsku. Je jedním z devíti okruhů statistického regionu Jižní a Východní Srbsko. Na jihozápadě sousedí s Kosovem (konkrétně Prištinským a malou částí i Kosovskomitrovickým okruhem), na severozápadě s Rasinským okruhem, na severovýchodě s Nišavským okruhem a na jihovýchodě s Jablanickým okruhem. Je pojmenován podle řeky Toplica, která okruhem protéká a je zde nejvýznamnější řekou.

## Geografie
V roce 2011 zde žilo 91 754 obyvatel, díky čemuž je Toplický okruh nejméně obydleným srbským okruhem a spolu s Pirotským okruhem jedním ze dvou okruhů s méně než 100 000 obyvateli. Rozloha okruhu je 2 231 km². Správním střediskem a největším městem Pirotského okruhu je město Prokuplje, které je zároveň třicátým třetím největším srbským městem. Dalším významným městem je Kuršumlija, ostatní města nepřesahují deset tisíc obyvatel.
Toplický okruh je na většině svého území hornatý; ve středu pohoří Vidojevica, na západě pohoří Kopaonik a na jihu pohoří Radan. Nejvyšší vrchol okruhu, Čardak, dosahuje nadmořské výšky 1 561 metrů nad mořem. V údolí řeky Toplice se ale naopak rozkládá nížinaté údolí, v němž leží všechna města kromě Kuršumlije a Kuršumlijské Banje.

## Administrativní dělení
V Toplickém okruhu se nacházejí celkem 5 měst: Blace, Kuršumlija, Kuršumlijska Banja, Prokuplje a Žitorađa. Až na Kuršumlijskou Banju (která je se 106 stálými obyvateli také nejmenším srbským městem) jsou všechna města zároveň správními středisky stejnojmenných opštin zahrnujících okolní sídla.

## Národnostní složení
| Národnost  | Populace | Procenta |
| ---------- | -------- | -------- |
| Srbové     | 85 750   | 93,46 %  |
| Romové     | 3 945    | 4,3 %    |
| Černohorci | 176      | 0,19 %   |
| Makedonci  | 97       | 0,11 %   |
| Rumuni     | 76       | 0,08 %   |
| Chorvati   | 50       | 0,05 %   |
| Ostatní    | 1 660    | 1,81 %   |